# Ligne Trasimène

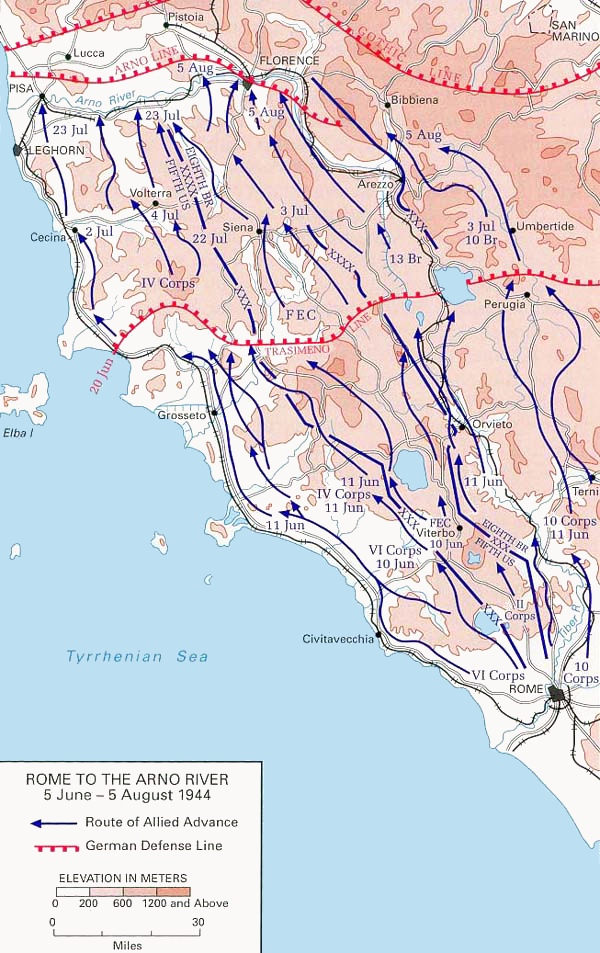
Avance alliée de Rome à l'Arno, 1944.

La ligne Trasimène (ainsi nommée d'après le lac du même nom, le site d'une bataille majeure de la deuxième guerre punique en 217 av. J.-C.) est une ligne défensive allemande pendant la campagne d'Italie de la Seconde Guerre mondiale, également connue sous le nom de ligne Albert. Le commandant en chef allemand, le Generalfeldmarschall Albert Kesselring, utilisa la ligne pour retarder l'avancée des Alliés vers le nord en Italie à la mi-juin 1944 pour gagner du temps pour retirer les troupes de la ligne Gothique et finaliser la préparation de ses défenses.

## Contexte
Après la prise alliée de la capitale italienne de Rome le 4 juin 1944 à la suite de la percée réussie à Monte Cassino et Anzio lors de l'opération Diadem en mai 1944, les 14e et 10e armées allemandes se replient : la 14e le long du front tyrrhénien et la 10e à travers le centre l'Italie et la côte Adriatique. La 10e s'échappa car le général Mark W. Clark ordonna à Lucian Truscott de choisir l'opération Turtle vers Rome plutôt que l'opération Buffalo ordonnée par Harold Alexander, qui aurait coupé la route 6 à Valmonte. Un énorme fossé se creusa entre les armées, les Alliés avançant d'environ 10 km par jour. Les flancs des deux armées seront exposés et l'encerclement menacé.
Deux jours après la chute de Rome, le général Alexander (commandant en chef des armées alliées en Italie) reçoit des ordres de son supérieur, le général Henry Maitland Wilson (commandant suprême allié du Mediterranean Theater of Operations), pour pousser l'armée allemande en retraite à 270 km au nord jusqu'à une ligne allant de Pise à Rimini (c'est-à-dire la ligne Gothique) le plus rapidement possible pour empêcher l'établissement de toute sorte de défense ennemie cohérente dans le centre de l'Italie.

## La bataille
Sur le front de la 5e armée américaine du lieutenant général Mark W. Clark, le VIe corps américain, sous le commandement du major général Lucian Truscott, fut poussé le long de la côte le long de la route 1 et 2e corps d'armée, sous le commandement du général de division Geoffrey Keyes, le long de la route 2 en direction de Viterbe. À leur droite, le XIIIe corps, sous le lieutenant-général Sidney Kirkman (en), une partie de la 8e armée britannique sous le lieutenant-général Oliver Leese, se dirigea vers l'autoroute 3 vers Terni et Pérouse tandis que le Ve corps, sous le lieutenant-général Charles Walter Allfrey, s'avança vers le haut de la côte adriatique.
Entre le 4 juin et le 16 juin, tout en maintenant le contact avec l'avancée des Alliés, Kesselring exécute une manœuvre remarquable et peu orthodoxe avec ses divisions épuisées, ce qui permet à ses deux armées d'aligner et d'unir leurs ailes sur les positions défensives de la ligne Trasimène. Aussi remarquable que cela puisse paraître, il fut probablement aidé par la confusion causée dans l'avancée alliée par la relève des IIe et VIe corps américains (remplacés par le IVe corps américain du major général Willis D. Crittenberger et le corps corps expéditionnaire français du lieutenant général Alphonse Juin). Le Xe corps britannique, dirigé par le lieutenant-général Richard McCreery, avait également été amené dans la ligne à droite du XIIIe corps tandis que le Ve corps avait été relevé par le IIe corps polonais, sous le commandement du lieutenant général Władysław Anders.
La dernière semaine de juin, les Alliés font face aux positions de la ligne Trasimène. La 14e armée de Joachim Lemelsen dispose le XIVe Panzerkorps de Frido von Senger und Etterlin face au IVe corps américain sur la côte ouest et le 1er corps de parachutistes d'Alfred von Schlemm face au Corps expéditionnaire français à leurs côtés. Le 22 juin, une attaque blindée américaine près de Massa Marittima est vaincue par un peloton de chars allemand sous l'Oberfähnrich Oskar Röhrig du 504e bataillon de chars lourds. Le Tiger I allemand détruit 11 chars Sherman, tandis que les équipages de chars américains terrifiés en abandonnent 12 autres. Les Allemands ne subissent aucune perte. Röhrig reçut la croix de chevalier de la croix de fer pour cette action. Quatre Sherman seront mis hors de combat par deux Tiger du 508e bataillon de chars lourds le 12 juillet près de Collesalvetti.
La 10e armée de Heinrich von Vietinghoff dispose le 76e Panzerkorps de Traugott Herr face aux XIIIe et Xe corps et le 51e corps d'armée de montagne de Valentin Feurstein face au IIe corps polonais sur l'Adriatique. Les défenses les plus difficiles se trouvent autour du lac lui-même avec la 78e division d'infanterie britannique du XIIIe corps qui fait face à de violents combats le 17 juin à Città della Pieve et le 21 juin à San Fatucchio. Le 24 juin, ils avaient fait le tour de la rive nord et avaient rejoint les 4e et 10e divisions d'infanterie indiennes du Xe corps alors que les défenseurs allemands se retiraient vers Arezzo. Le 8 juillet, la 2e compagnie allemande du 508e bataillon de chars lourds met hors de combat quatre Sherman britanniques près de Tavarnelle Val di Pesa au sud-ouest de Florence.
Le IVe corps américain constatera également des progrès lents, mais parvient le 1er juillet à traverser la rivière Cecina et stationne à moins de 32 km de Livourne. Pendant ce temps, le Corps français avait été retenu sur la rivière Orcia à l'ouest du lac Trasimène jusqu'à ce que les défenseurs parachutistes se retirent le 27 juin, leur permettant d'entrer dans Sienne le 3 juillet.